# Great Artesian Basin
Great Artesian Basin är en stor i akvifer i Australiens inland. Större delen ligger i delstaten Queensland. Andra delar ligger i delstaterna South Australia, New South Wales och Northern Territory. Omgivningarna runt Great Artesian Basin är i huvudsak ett öppet busklandskap. Trakten runt Great Artesian Basin är nära nog obefolkad, med mindre än två invånare per kvadratkilometer. Genomsnittlig årsnederbörd är 299 millimeter. Den regnigaste månaden är februari, med i genomsnitt 72 mm nederbörd, och den torraste är april, med 3 mm nederbörd.
Grundvattnet i bassängen upptäcktes för första gången av europeiska bosättare vid en borrning i Kallara Station i New South Wales 1878. Denna första upptäck i utkanterna av akviferen följdes av en tioårsperiod av fler grundvattenupptäckter i bassängen genom borrningar i New South Wales, South Australia och Queensland. Dock visade sig snart att flera av de djupa hålen (upp till 300 m) i Queensland gav ifrån sig grundvatten med höga salthalter.